# Gorkha District
Gorkha District er et af Nepals 75 administrative og politiske regioner, betegnet distrikter (lokalt betegnet district, zilla, jilla el. जिल्ला). Gorkha er et distrikt i bakkeområdet Middle Hills, som ligger i Gandaki Zone i Western Development Region.
Gorkha areal er 3.610 km² og der boede ved folketællingen 2001 i alt 288.134 og i 2007 321.846 i distriktet. Distriktets politiske organ District Development Committee er sammensat gennem indirekte valg, med repræsentation fra hver af de 9-17 administrative enheder ilakaer, hvert distrikt er opdelt i.
Gorkha District er endvidere opdelt i 67 udviklingskommuner (lokalt navn: Gaun Bikas Samiti (G.B.S.) el. Village Development Committee (VDC)), hvoraf byer med over 10.000 indbyggere kategoriseres som købstæder (municipalities).
Gorkha District er udviklingsmæssigt – gennem anvendelse af FN og UNDP's Human Development Index – kategoriseret som nr. 40 ud af Nepals 75 distrikter.